# Sintetism

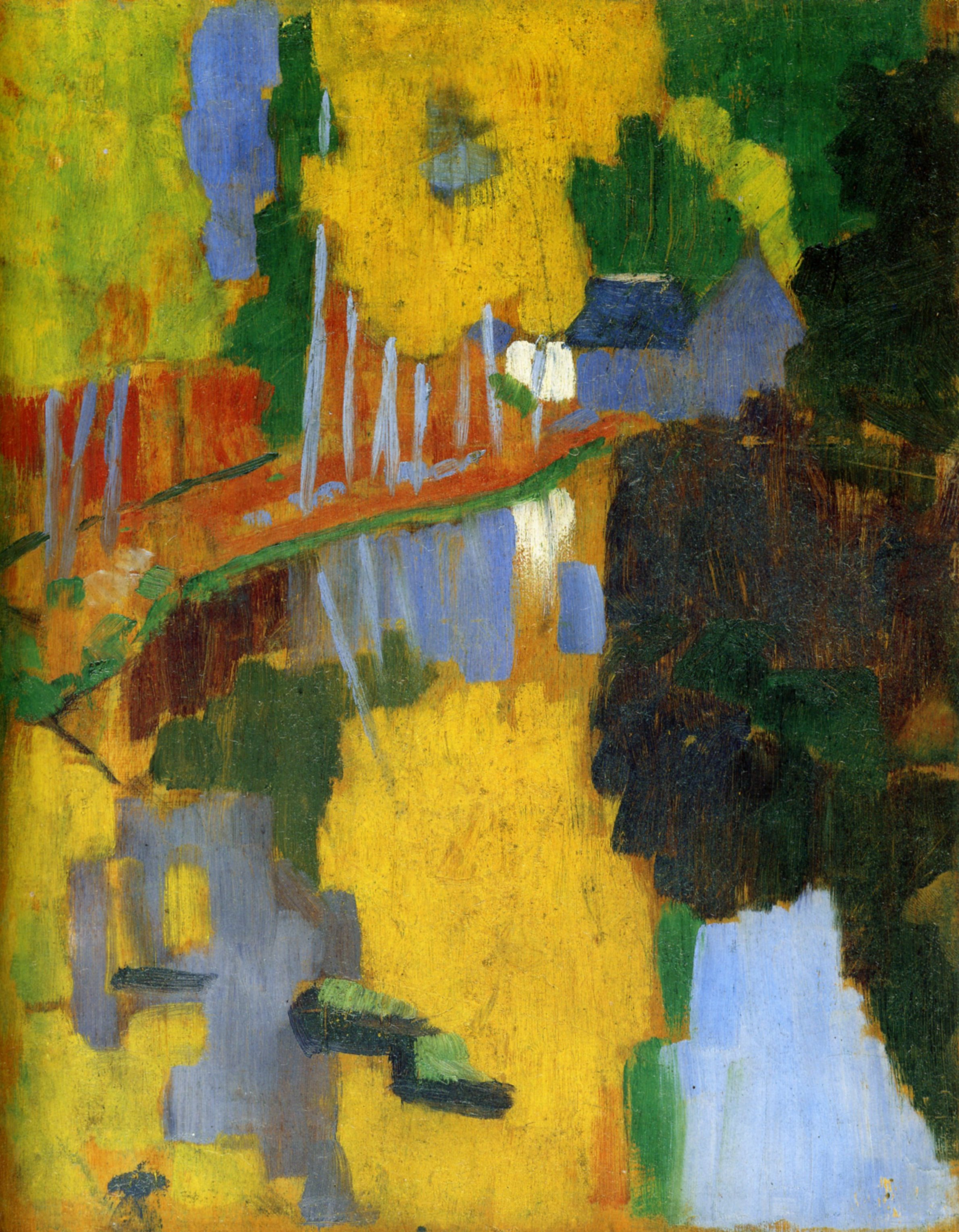
Talismanul - de Paul Sérusier

 Sintetismul  este un termen utilizat de artiștii postimpresioniști așa cum au fost Paul Gauguin, Émile Bernard și Louis Anquetin. Aceștia au folosit acest stil pentru a face diferența dintre operele lor și impresionism. Anterior, sintetismul a fost conectat la mișcarea artistică a cloazonismului, și mai târziu la cea a simbolismului. Termenul este derivat din verbul francez synthétiser (a sintetiza sau pentru a combina astfel încât să formeze un produs nou, complex).
Paul Gauguin, Émile Bernard, Louis Anquetin și alții, au fost pionierii acestui stil în anii 1880 și începutul anilor 1890.
Este demn de remarcat că, la începutul secolului al 20-lea, numeroasele mișcări și sub-mișcări ale avangardei ruse au adus un „nou suflu” și o bună „notă de prospețime” a numeroase curente artistice născute în arta occidentală, printre ele numărându-se și sintetismul.

## Caracteristici
Artiștii sintetiști cu scopul de a sintetiza au catalogat trei caracteristici ale stilului:
- Aspectul exterior al formelor naturale.
- Sentimentele artistului despre subiectul lor.
- Puritatea considerațiilor estetice ale liniei, culoarea și forma.

În 1890, Maurice Denis a rezumat obiectivele pentru sintetism:
Este bine să ne amintim că o imagine înainte de a fi un cal de luptă, o femeie nud, sau o caricatură, este în esență o suprafață plană, acoperită cu culori asamblate într - o anumită ordine. 
Termenul a fost folosit pentru prima dată în 1877 pentru ca să se facă distincția dintre impresionismul științific și cel naturalist, în 1889, când Gauguin și Emile Schuffenecker au organizat o expoziție intitulată Expoziția grupului  impresionist și sintetist de la Cafeneaua Volpini din cadrul Expoziției Universale de la Paris. Titlul a fost dat eronat și a fost asociat cu impresionismul. Sintetismul a subliniat modelele plate, bidimensionale, care diferă esențial de arta impresionistă.

## Galerie de imagini

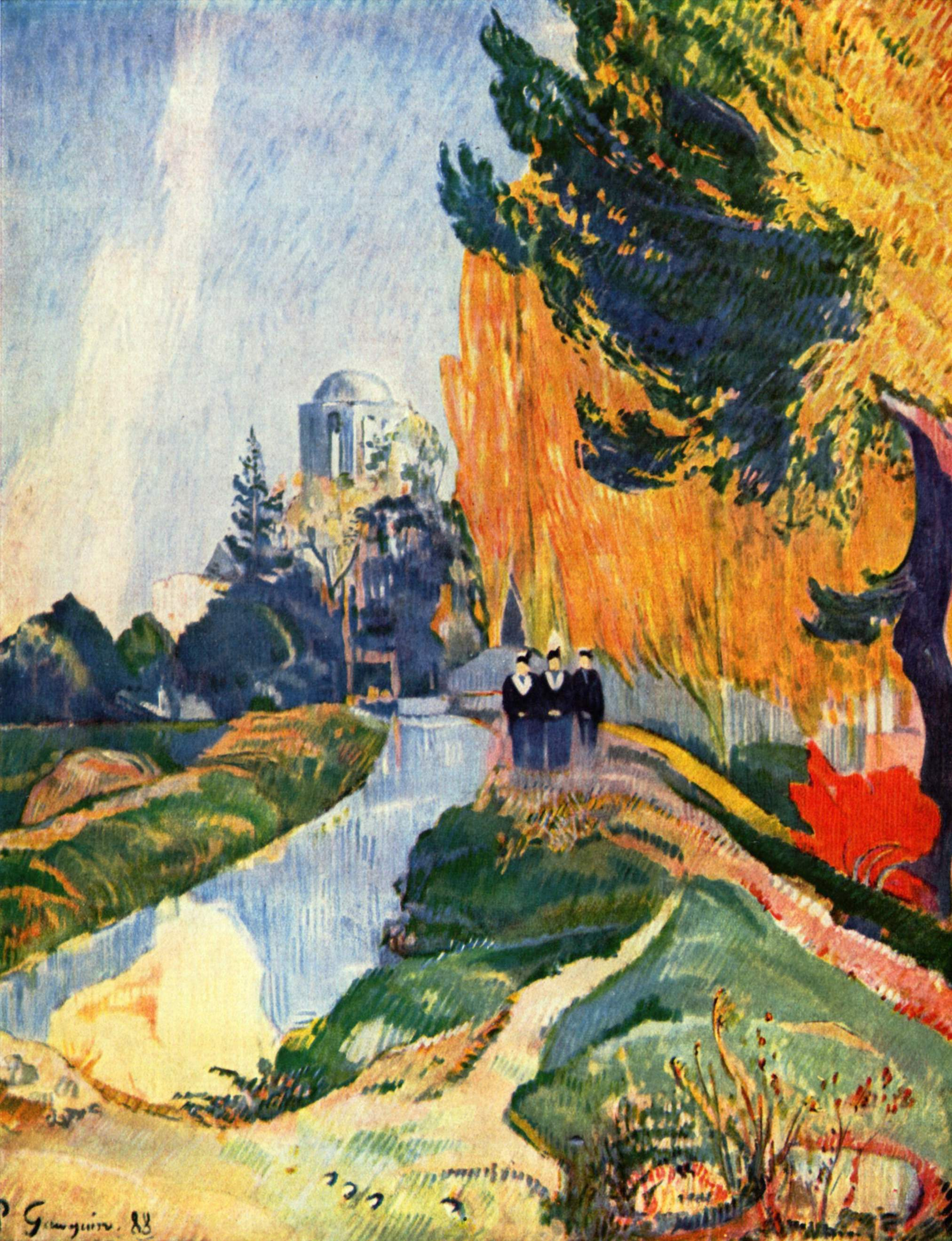
Paul Gauguin, Les Alyscamps, (1888)
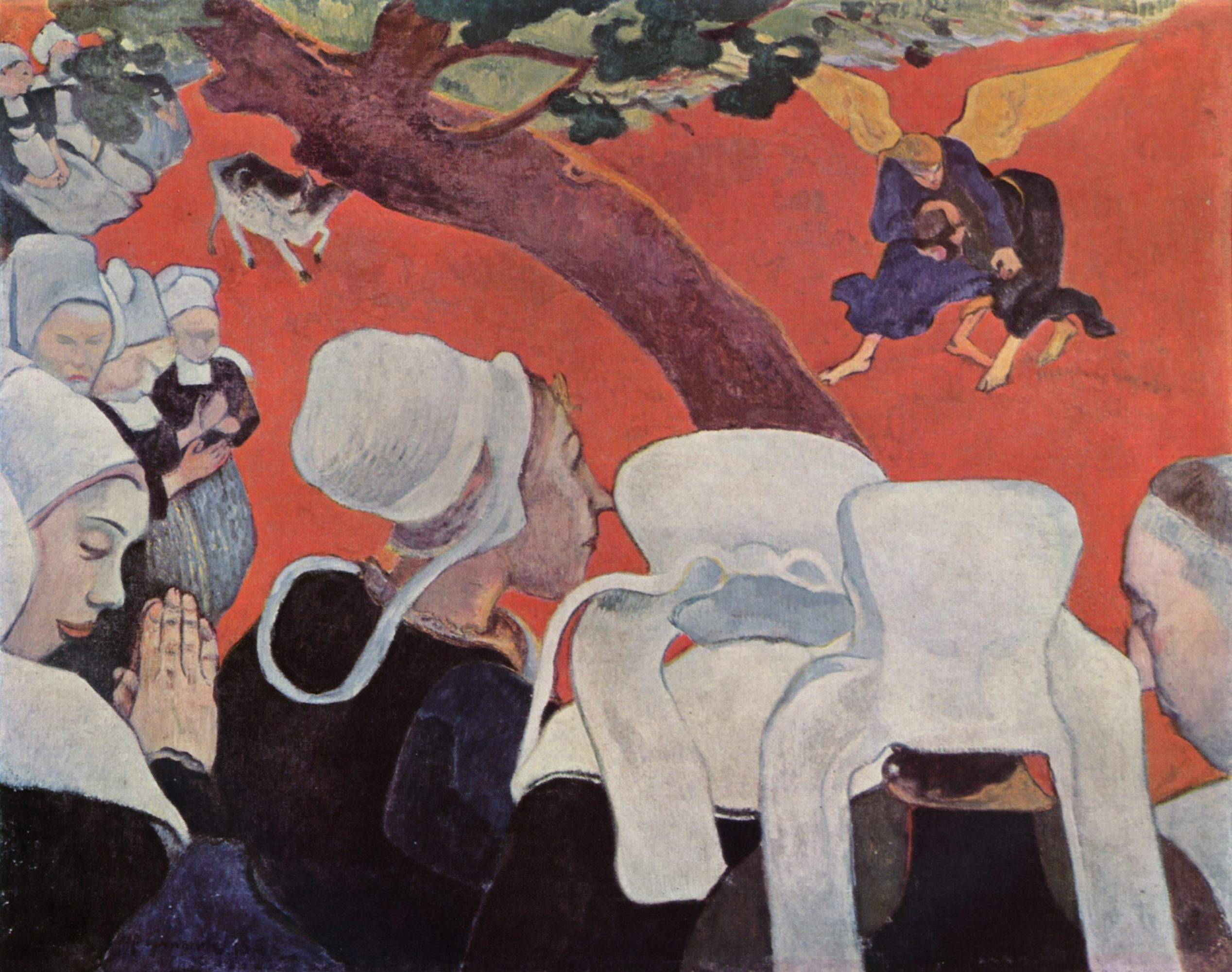
Paul Gauguin, Vision after the Sermon, 1888.
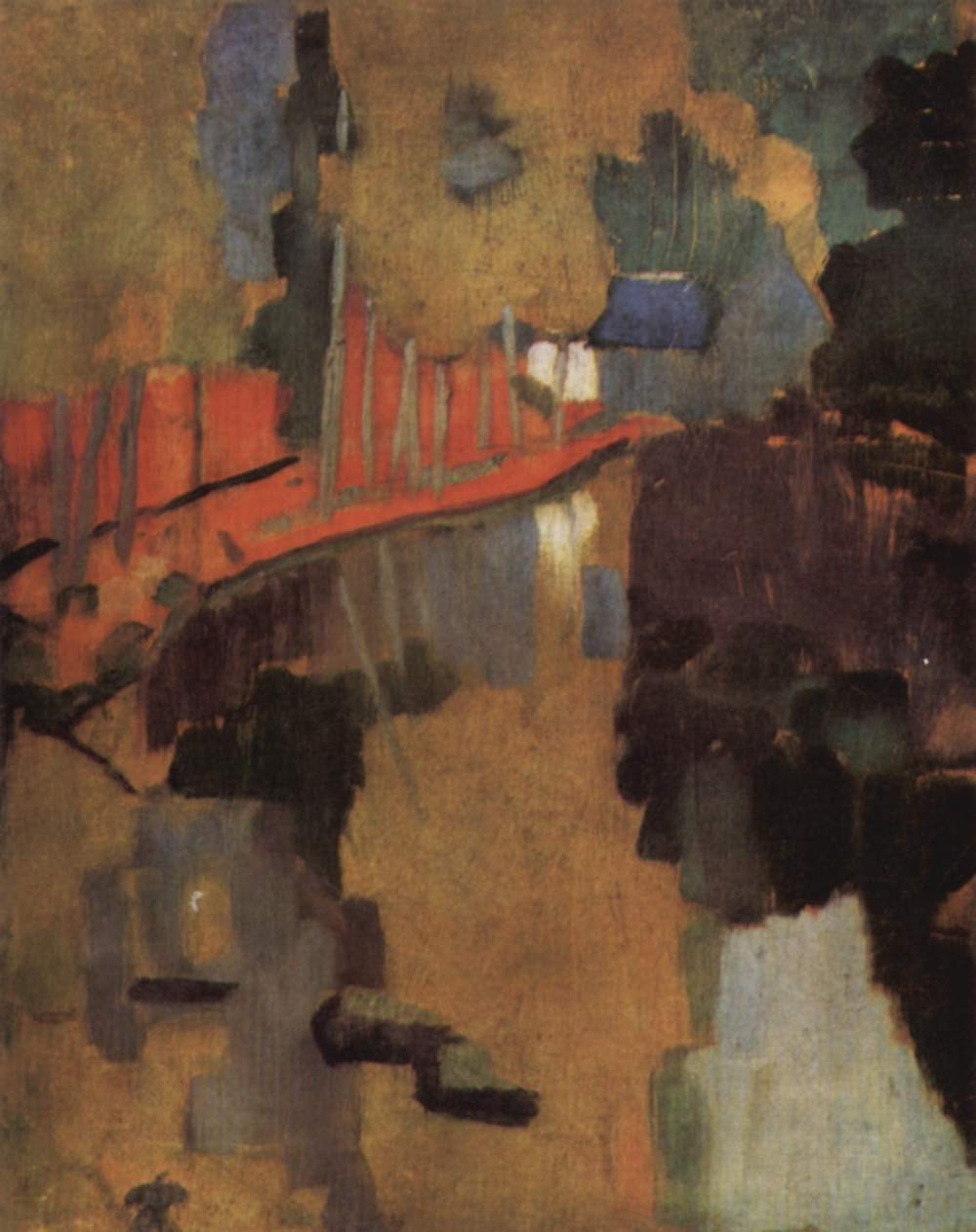
Paul Sérusier, The Talisman (with the forest landscape of love in Pont-Aven) 1888
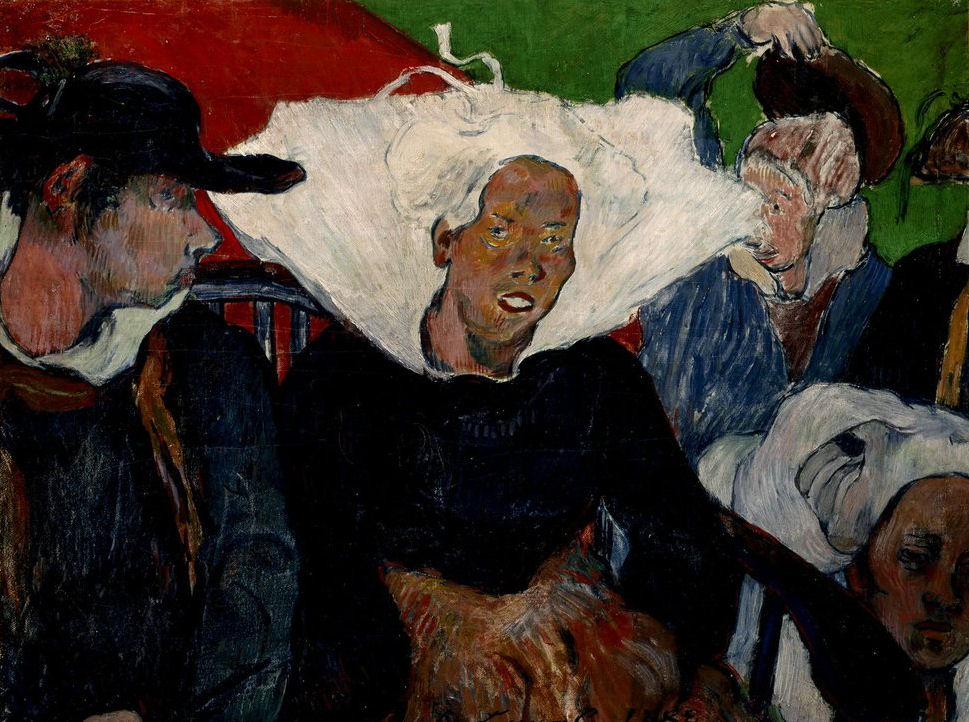
Charles Laval, Going to Market, Brittany, 1888, Indianapolis Museum of Art
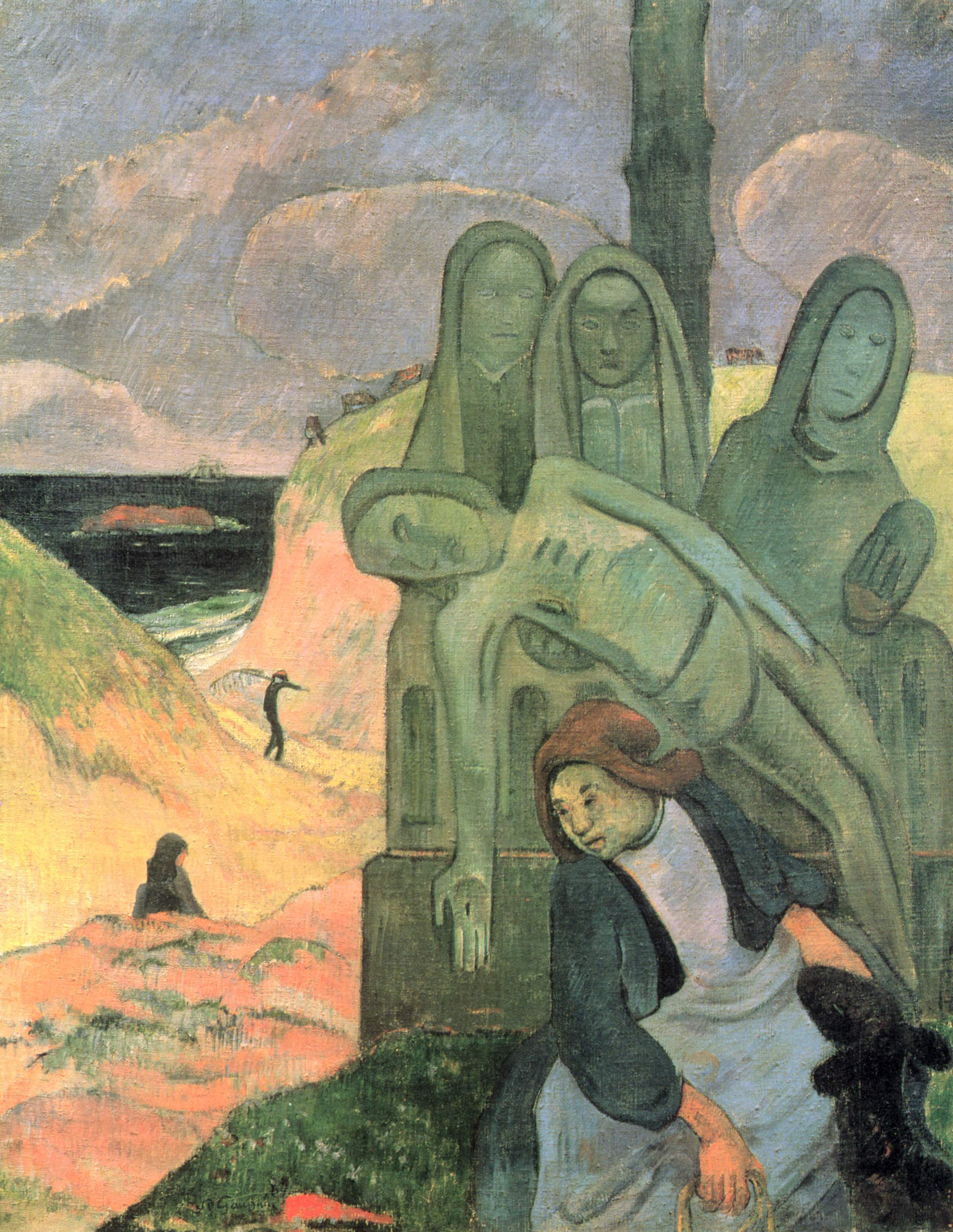
Paul Gauguin, The Green Christ, 1889
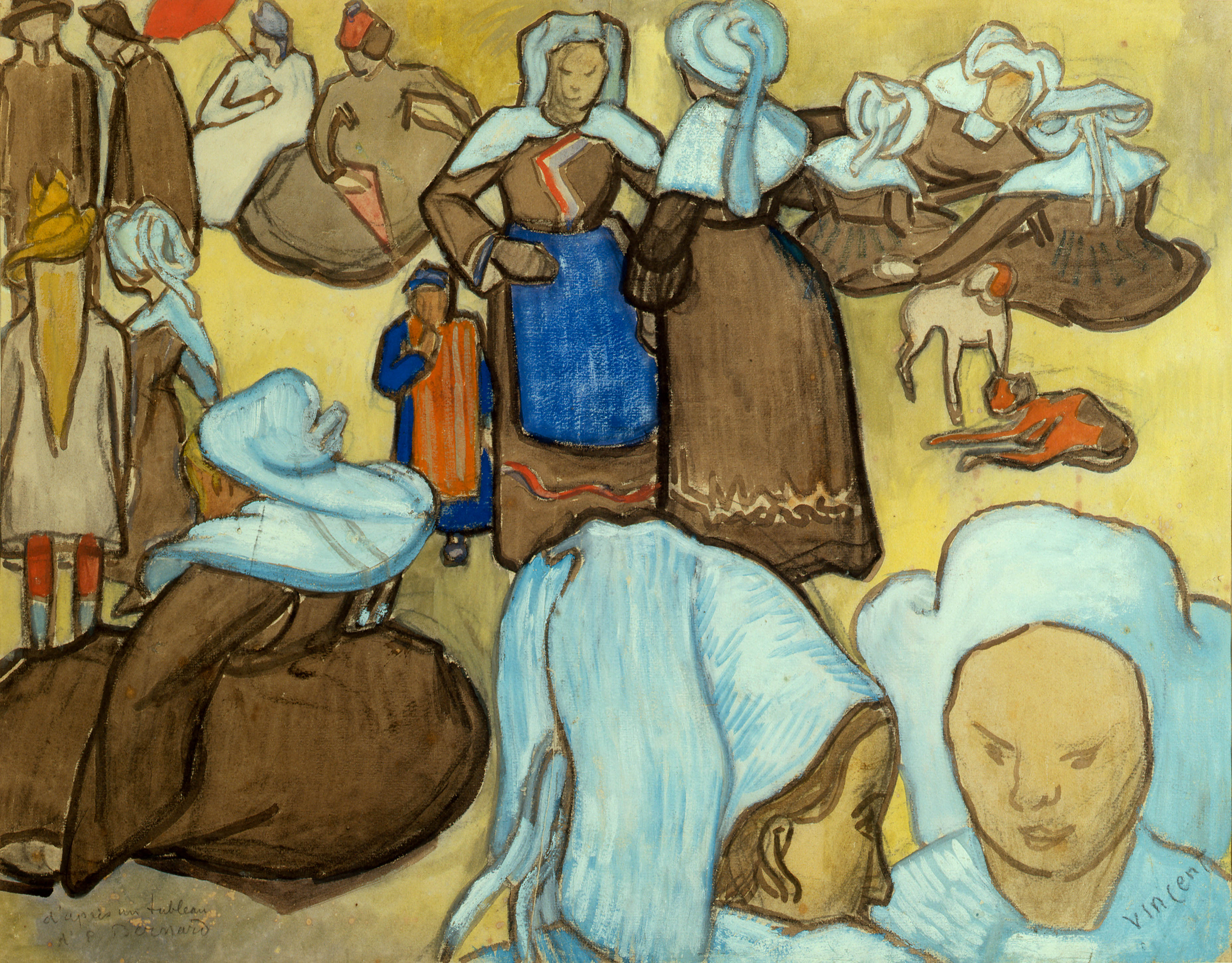
Vincent van Gogh, Breton Women and Children, November 1888 (watercolor after Bernard).
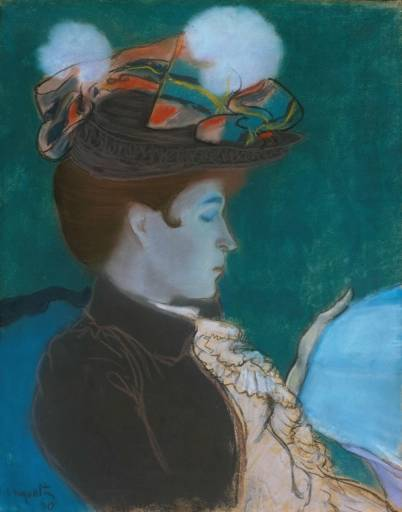
Louis Anquetin, Reading Woman, 1890